# Kalapácsvetés

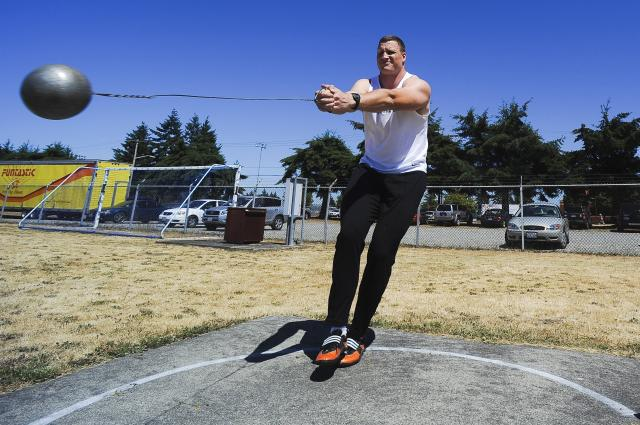
Kalapácsvetés

A kalapácsvetés az atlétika egyik versenyszáma, mely a gerelyhajítással, súlylökéssel és diszkoszvetéssel együtt a Nemzetközi Atlétikai Szövetség (IAAF) (és a tagszervezetek) legrangosabb viadalain, azaz a szabadtéri világversenyeken a dobószámokat alkotja.

## Története
A mai modern kalapácsvetés a görögök testkultúrájában ugyan nem, de más ókori népeknél (pl. a skótok és írek) jelen volt a mágikus vetélkedés vagy harci kiképzés egyik formájaként.
Az 1800-as években Angliában már elfogadott versenyszám, ekkor még egy vonal mögül, helyből dobták el a versenyzők a szert. Az első angol bajnokságot (1866) R. James nyerte 24,50 m-es eredménnyel.
A kalapácsvetés 1900-ban lett olimpiai versenyszám. Az első bajnok John Jesus Flanagan volt, akinek még két alkalommal (1904, 1908) sikerült ezt a címet megszereznie.
A Patrick Ryan által 1913-ban felállított 57,77 m-es első hivatalos világcsúcsot 25 éven át senkinek nem sikerült megdönteni.
A női kalapácsvetést csak 1997-től vette fel az IAAF a világbajnokság versenyszámai közé.
A magyar bajnokságon először 1937-ben szerepelt versenyszámként a kalapácsvetés, ezen Kemény Gábor diadalmaskodott.

## Szabályai
A kalapácsvető a perdület állandóságát használja ki, így a lehető legmesszebbre dobva a kalapácsot. Eldobás után a dobókörből hátul kell kilépni. Ha a dobás után vagy közben máshol lép ki a  versenyző, a dobás érvénytelennek fog számítani

## Szerek, eszközök
- A kalapács három részből, a fémből készült fejből, a nyélből (vagy huzal) és a fogantyúból (vagy kengyel) áll.[1]
- A közönség, a versenybírók és a versenyzők védelme érdekében minden dobást elkerített helyről vagy védőketrecből kell végrehajtani.[1]

## Statisztika

### Magyar csúcsok[1]

#### Felnőtt
- 84,19 m - Annus Adrián, Szombathely (2003)
- 73,44 m - Orbán Éva, Halle (2013)

#### Utánpótlás
- 80,90 m - Pars Krisztián, Dobó SE, Zalaegerszeg (2004)
- 69,10 m - Orbán Éva, VEDAC, Provo (2006)

#### Serdülő
- 71,66 m - Vida József, Haladás VSE, Szombathely (1982)
- 60,14 m - Tudja Julianna, VEDAC, Kolozsvár (1998)

#### Ifjúsági
- 83,28 m - Horváth József, Haladás VSE, Szombathely (2001)
- 61,35 m - Németh Orsolya, Dobó SE, Szombathely (2003)

### Minden idők legjobb női kalapácsvetői[2]
| Rangsor | Dobás hossza | Versenyző neve             | Helyszín    | Időpont             |
| ------- | ------------ | -------------------------- | ----------- | ------------------- |
| 1.      | 82,29 m      | Anita Włodarczyk (POL)     | Rió         | 2016. augusztus 16. |
| 2.      | 77,80 m      | Tatyana Lysenko (RUS)      | Tallinn     | 2006. augusztus 15. |
| 3.      | 77,32 m      | Aksana Miankova (BLR)      | Minszk      | 2008. június 29.    |
| 4.      | 77,26 m      | Gulfiya Khanafeyeva (RUS)  | Tula        | 2006. június 12.    |
| 5.      | 77,12 m      | Betty Heidler (GER)        | Berlin      | 2009. augusztus 22. |
| 6.      | 76,90 m      | Martina Hrašnová (SVK)     | Nagyszombat | 2009. május 16.     |
| 7.      | 76,83 m      | Kamila Skolimowska (POL)   | Doha        | 2007. május 11.     |
| 8.      | 76,66 m      | Volha Tsander (BLR)        | Minszk      | 2005. július 21.    |
| 9.      | 76,63 m      | Ekaterina Khoroshikh (RUS) | Nagyszombat | 2006. június 24.    |
| 10.     | 76,62 m      | Yipsi Moreno (CUB)         | Zágráb      | 2008. szeptember 9. |

### Minden idők legjobb férfi kalapácsvetői[2]
| Rangsor | Dobás hossza | Versenyző neve              | Helyszín       | Időpont              |
| ------- | ------------ | --------------------------- | -------------- | -------------------- |
| 1.      | 86,74 m      | Jurij Szjedih (URS)         | Stuttgart      | 1986. augusztus 30.  |
| 2.      | 86,73 m      | Ivan Cihan (BLR)            | Brest          | 2005. július 3.      |
| 3.      | 86,04 m      | Szergej Litvinov (URS)      | Drezda         | 1986. július 3.      |
| 4.      | 84,90 m      | Vagyim Gyevjatovszkij (BLR) | Minszk         | 2005. július 21.     |
| 5.      | 84,86 m      | Murofusi Kódzsi (JPN)       | Prága          | 2003. június 29.     |
| 6.      | 84,62 m      | Igor Asztapkovics (BLR)     | Sevilla        | 1992. június 6.      |
| 7.      | 84,48 m      | Igor Nyikulin (URS)         | Lausanne       | 1990. július 12.     |
| 8.      | 84,40 m      | Jüri Tamm (URS)             | Besztercebánya | 1984. szeptember 9.  |
| 9.      | 84,19 m      | Annus Adrián (HUN)          | Szombathely    | 2003. augusztus 10.  |
| 10.     | 83,68 m      | Gécsek Tibor (HUN)          | Zalaegerszeg   | 1998. szeptember 19. |

## Híres kalapácsvetők

### Magyarok
- Annus Adrián
- Divós Katalin
- Csermák József
- Eckschmiedt Sándor
- Gécsek Tibor
- Horváth Attila
- Kiss Balázs
- Németh Imre
- Németh Pál
- Pars Krisztián
- Zsivótzky Gyula

### Külföldiek
- Tatyjana Liszenko
- Mihaela Melinte
- Jurij Szjedih
- Anita Włodarczyk

## Lásd még
- atlétika
- Nemzetközi Atlétikai Szövetség

## Külső hivatkozások
- Magyar Atlétikai Szövetség
- A kalapácsvetés krónikája (1866-1936), in Atlétika Sport és Életmód Magazin
- A kalapácsvetésről a Magyar Sport Közhasznú Egyesület honlapján
- Hammerthrow.wz.cz (results, World Lists since 1891, records, rules ...)